# مریاس‌اوو
مریاس‌اوو (انگلیسی: Mryasovo) یک شهرک در شهرستان کراسنوکامسکی استان باشقیرستان کشور روسیه است.